# フォーエバータンゴ
『フォーエバー・タンゴ』 (Forever Tango) はチェロ奏者のルイス・ブラボがバンドネオン奏者で作曲家のリサンドロ・アドローベルの協力を得て創作したダンスショー作品。1990年にサンディエゴで発表し、1994年のサンフランシスコでのロングランにより一躍脚光を浴びる。更に1997年6月19日からのニューヨーク、ブロードウェーでの上演で大人気となりタンゴ・ショービジネスで不動の地位を獲得する。1999年2月には日本に初来訪した。
出演者はその時、その時の人気ダンサーへ変更されてきたが、舞台構成には一貫性が保たれている。